# 조지프 샌틀리

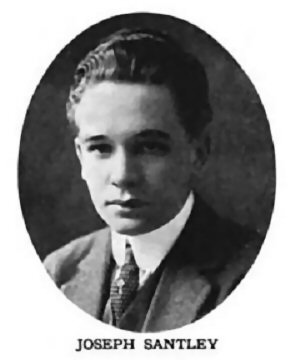

조지프 샌틀리(Joseph Santley, 1889년 1월 10일 ~ 1971년 8월 8일)는 미국의 영화 감독, 각본가, 영화 프로듀서, 댄서, 연극 배우, 작가, 무대 연출가이다.
솔트레이크시티에서 태어났으며 로스앤젤레스에서 사망하였다.

## 영화
- 셴티타운 (1943년)
- 뮤직 인 마이 하트 (1940년)
- 멜로디 랜치 (1940년)
- 라이프 오브 더 파티 (1937년)
- 워킹 온 에어 (1936년)
- 코코넛 대소동 (1929년)